# (2840) Kallavesi
(2840) Kallavesi est un astéroïde de la ceinture principale.

## Description
(2840) Kallavesi est un astéroïde de la ceinture principale. Il fut découvert le 15 octobre 1941 à Turku par Liisi Oterma. Il présente une orbite caractérisée par un demi-grand axe de 2,40 UA, une excentricité de 0,09 et une inclinaison de 8,5° par rapport à l'écliptique.

## Compléments